# 雪香兰
雪香兰（学名：Hedyosmum orientale）为金粟兰科雪香兰属的植物，是中国的特有植物。分布在中国大陆的广东等地，生长于海拔540米的地区，多生在谷地湿润的密林下、山坡和灌丛中，目前尚未由人工引种栽培。